# St. Georg (Burgwalde)

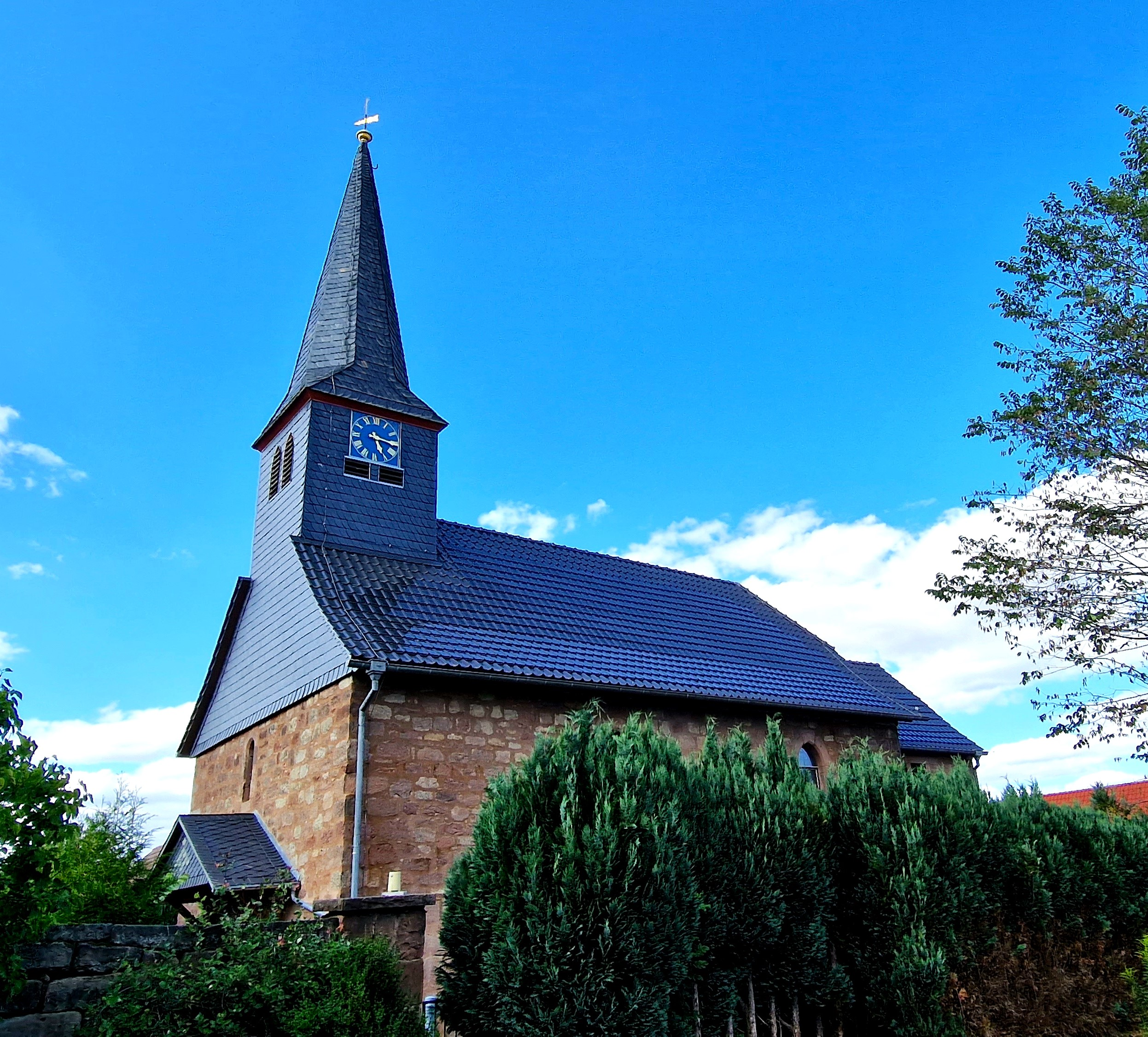
Katholische Kirche St. Georg

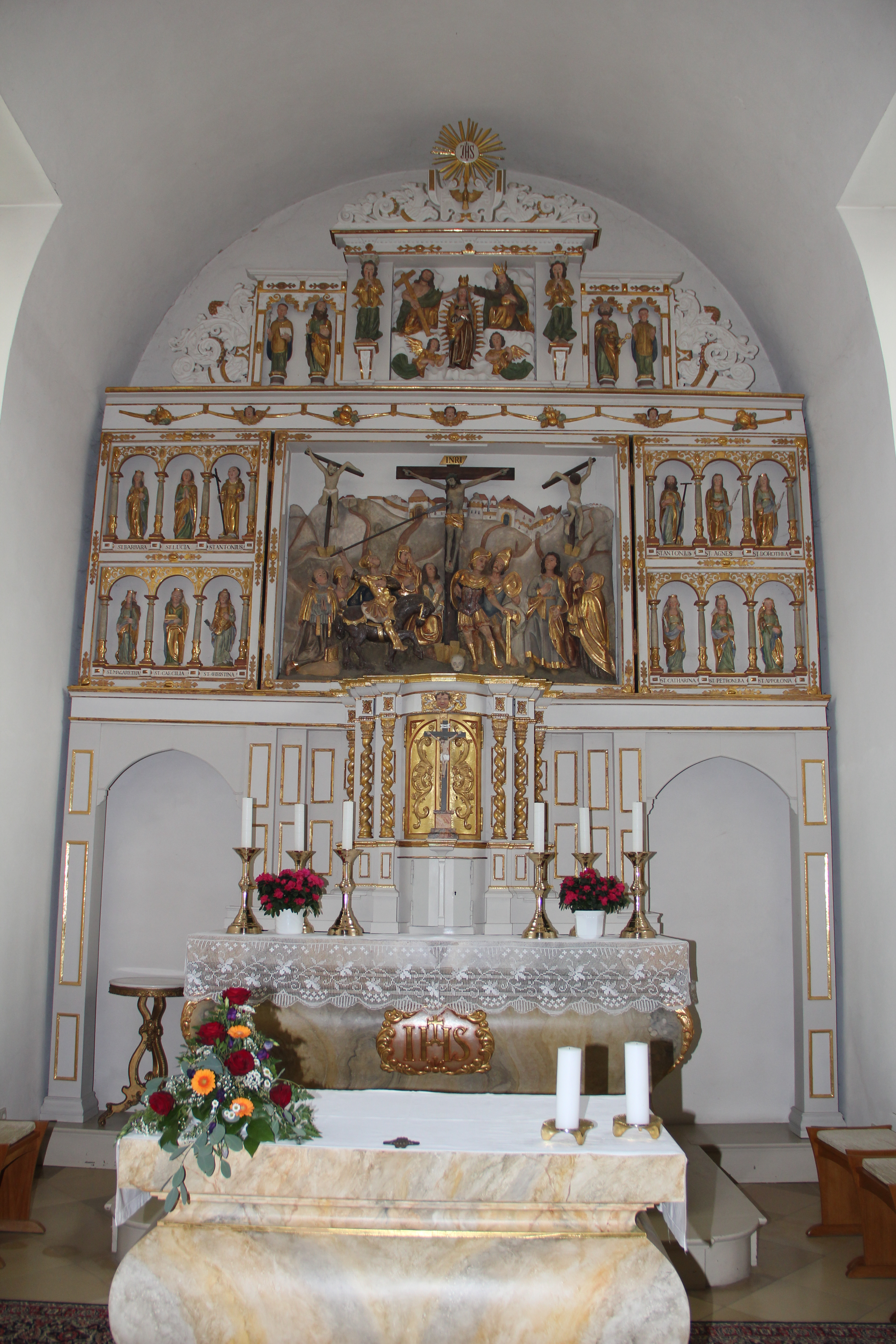
Chorraum der Kirche St. Georg in Burgwalde

Die römisch-katholische Filialkirche St. Georg steht in Burgwalde im thüringischen Landkreis Eichsfeld. Sie ist Filialkirche der Pfarrei St. Matthäus Arenshausen im Dekanat Heiligenstadt des Bistums Erfurt. Sie trägt das Patrozinium des heiligen Georg.

## Geschichte
Die Kirche wurde im Jahre 1700 gebaut, was auch die eingemeißelte Inschrift am Westportal besagt. Es werden noch die Jahreszahlen 1730 bis 1735 genannt, die sicher auf ergänzende Baumaßnahmen hinweisen. Geweiht wurde die Kirche am 10. Oktober 1735 vom Weihbischof Christoph Ignatius von Gudenus aus Erfurt. Der Aufbau des Dachreiters fand 1898 statt. Der Chor wurde 1934 umgebaut und die Sakristei angebaut.

## Architektur und Ausstattung
Das Kirchenschiff ist ein kleiner zweiachsiger Rechteckbau mit Rundbogenfenstern und Krüppelwalmdach, auf dem an der Westseite der verschieferte Dachreiter aufgebaut worden ist. 1934 folgte der Bau des Rechteckchors mit südlich angebauter Sakristei unter dem Pultdach. Im Chor und der Sakristei befinden sich Rechteckfenster. Die Decke im Inneren ist flach gehalten. Der Chorraum ist mit Tonnengewölbe und Chorbogen versehen. An der Altarwand stehen verschiedene Flügelaltäre aus dem 16. und 17. Jahrhundert mit Szenen aus dem katholischen Glauben. Der Taufstein ist aus dem 18. Jahrhundert. 1999 wurde das Gotteshaus ausgemalt.
Seit dem Jahr 2000 befindet sich auf den Ziegeln des Dachs der denkmalgeschützten (Solar-)Kirche eine Photovoltaikanlage. Diese bringt 50 Euro-Cent pro in das öffentliche Netz eingebrachter Kilowatt-Stunde ein. In den ersten neun Jahren wurden 20.000 kWh eingespeist.